# کبک شکم‌بلوطی
کبک شکم‌بلوطی (نام علمی: Arborophila javanica) نام یک گونه از سرده کبک‌های تپه است.